# 鞘柄菝葜
鞘柄菝葜（学名：Smilax stans）为百合科菝葜属下的一个种。

## 扩展阅读
- 維基物種上的相關：鞘柄菝葜